# Terytoria Polski anektowane przez III Rzeszę

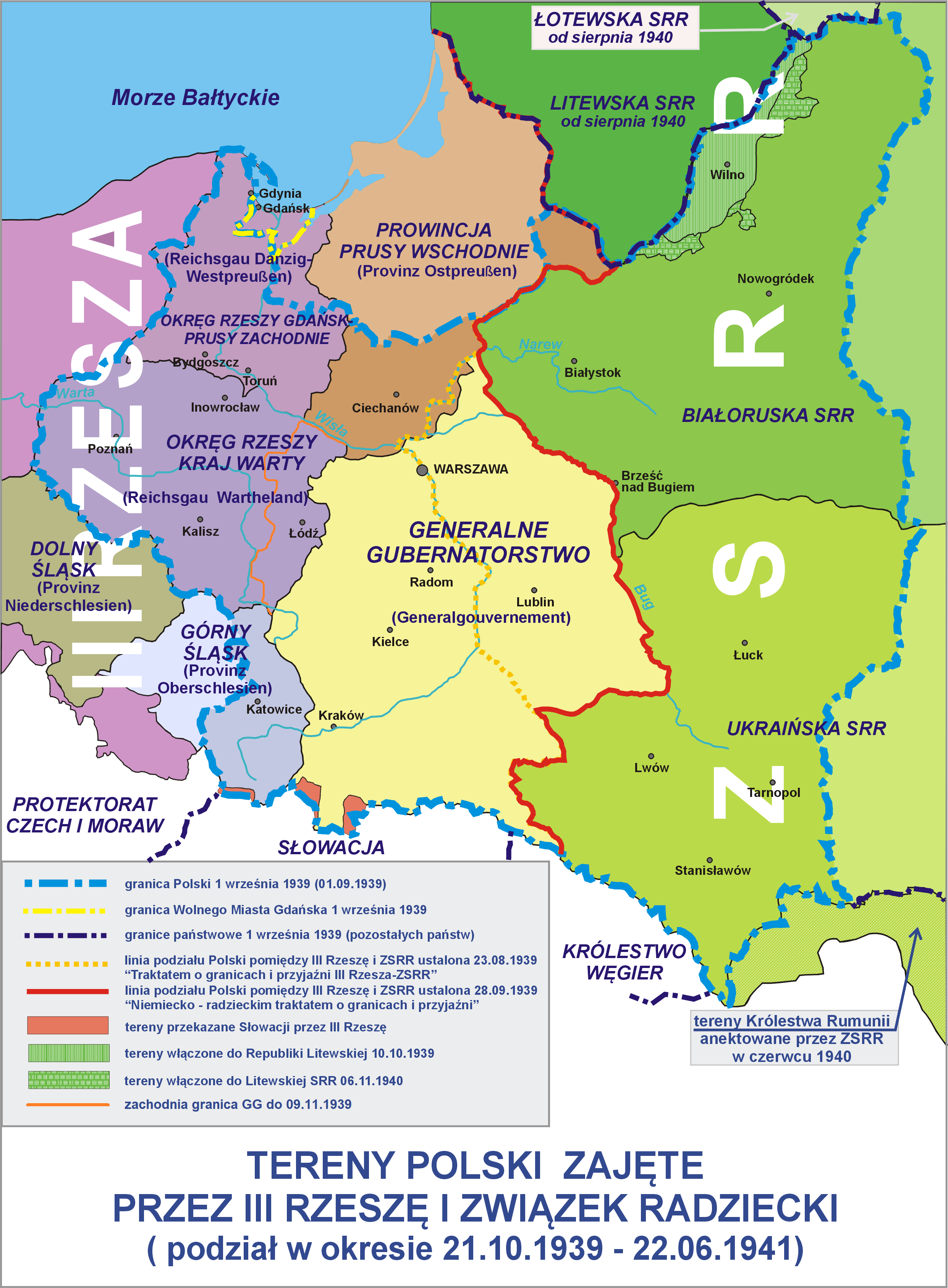
Aneksja terenów Polski przez III Rzeszę w czasie II wojny światowej (do sierpnia 1941)

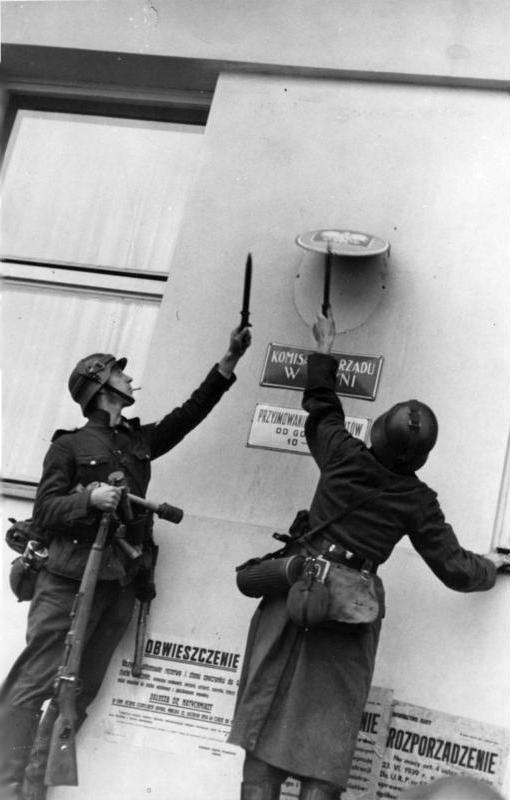
Niszczenie przez żołnierzy Wehrmachtu godła Rzeczypospolitej na budynku Komisariatu Rządu w Gdyni, wrzesień 1939

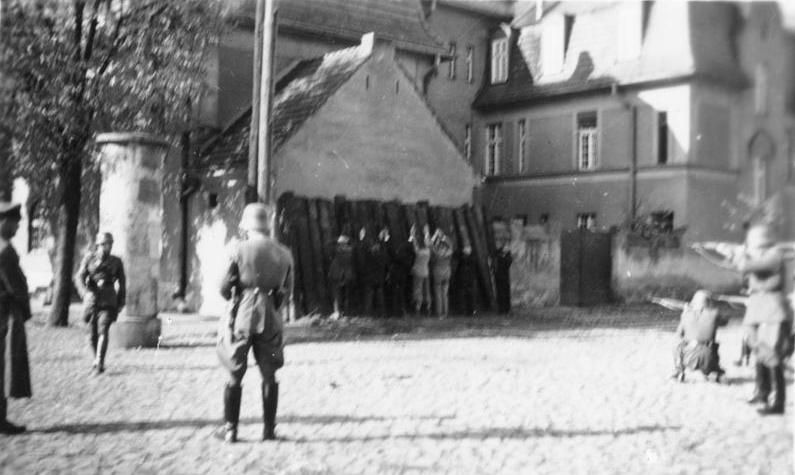
Egzekucja zakładników w Kórniku, 20 października 1939

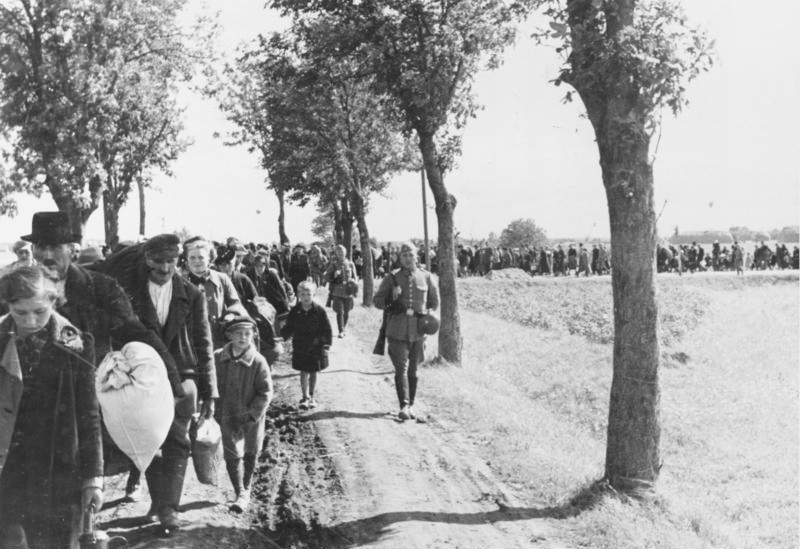
Wypędzanie Polaków z Wielkopolski bezpośrednio po zakończeniu działań wojennych, jesień 1939

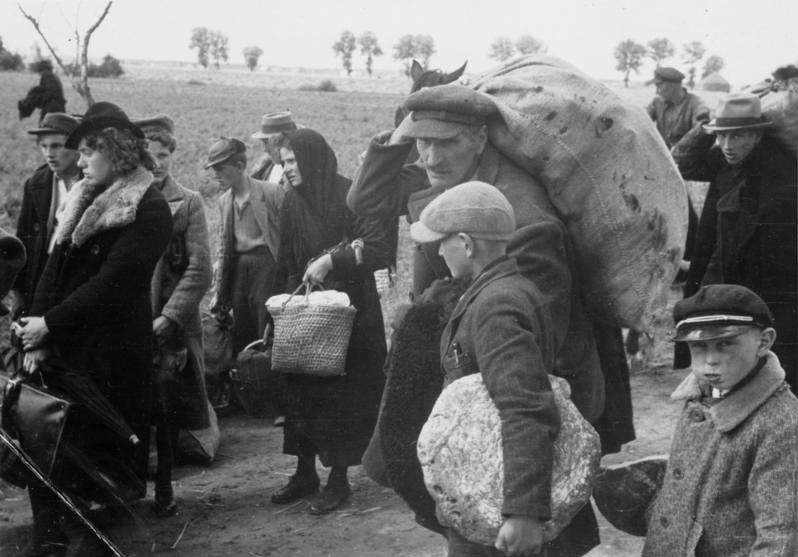
Wysiedlanie Polaków

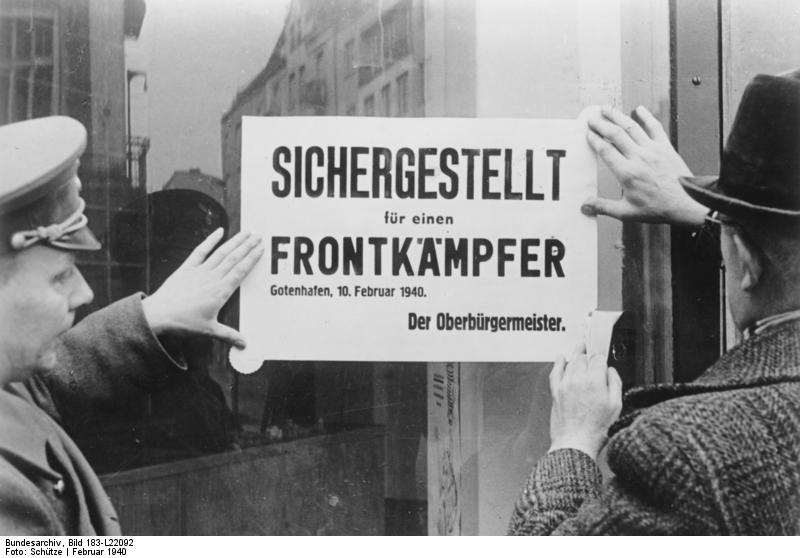
Rabunek mienia wysiedlonych Polaków. Obwieszczenie niemieckiego nadburmistrza Gdyni na sklepie wysiedlonych polskich właścicieli o „zabezpieczeniu dla żołnierza na froncie”. Gdynia, 10 lutego 1940

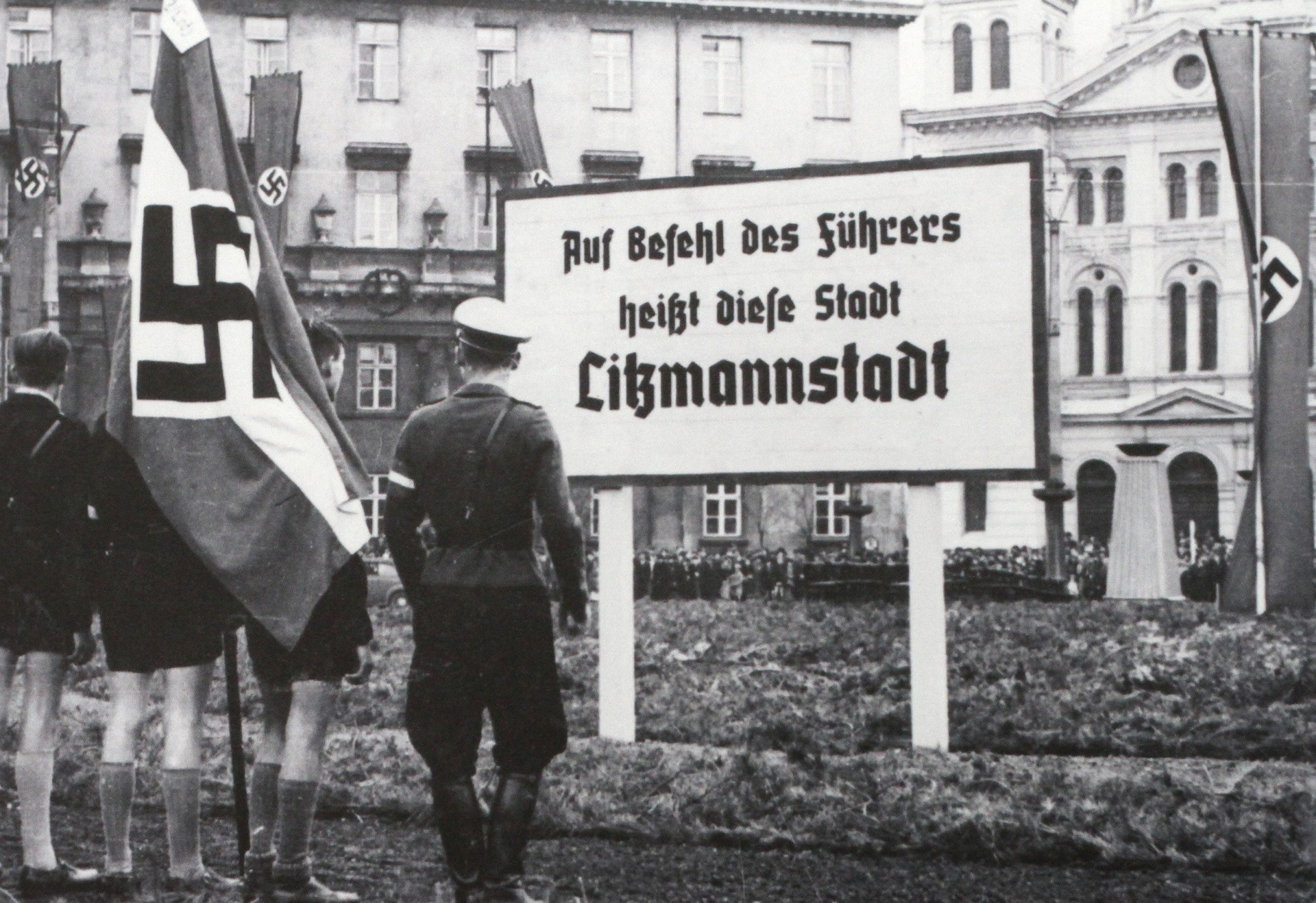
Germanizacja, zmiana nazwy miasta Łódź – „Na rozkaz führera to miasto nazywa się Litzmannstadt”. Tablica ustawiona na Placu Wolności w Łodzi, w miejscu zburzonego 11 listopada 1939 pomnika Tadeusza Kościuszki

Terytorium Polski anektowane przez III Rzeszę – zachodnia część terytorium państwowego Polski okupowanej przez III Rzeszę w czasie II wojny światowej (1939–1945) anektowana przez III Rzeszę w 1939; na pozostałej części terytorium Polski okupowanego przez III Rzeszę utworzono Generalne Gubernatorstwo.
W wyniku agresji Niemiec, Słowacji i ZSRR na Polskę we wrześniu 1939 roku nastąpiła okupacja całości terytorium II Rzeczypospolitej przez Wehrmacht i Armię Czerwoną. Po ustaleniu w dniu 28 września 1939 r. pomiędzy III Rzeszą a ZSRR w pakcie o granicach i przyjaźni  granicy niemiecko-sowieckiej na okupowanym terytorium Polski, Adolf Hitler dwoma dekretami – z 8 i 12 października 1939 roku jednostronnie wcielił zachodnie terytoria Polski do Rzeszy.

## Tereny anektowane
Do Rzeszy bezpośrednio zostały wcielone: województwa pomorskie, śląskie, poznańskie (Kraj Warty), łódzkie z Łodzią, Suwalszczyzna, północna i zachodnia część Mazowsza oraz zachodnie części województw krakowskiego i kieleckiego.
Z terytorium Rzeczypospolitej pomiędzy linią granicy niemiecko-sowieckiej z 28 września 1939 roku a określoną w dekrecie wschodnią granicą ziem polskich wcielonych bezpośrednio do Niemiec (określoną jako nowa wschodnia granica Rzeszy) Adolf Hitler utworzył odrębny twór administracyjny podporządkowany Rzeszy – Generalne Gubernatorstwo.
Powyższe akty prawne, sprzeczne z ratyfikowaną przez Niemcy Konwencją haską IV (1907), były nieważne w świetle prawa międzynarodowego i nie były uznawane zarówno przez Rząd RP na uchodźstwie jak i państwa sojusznicze wobec Polski a także przez państwa trzecie (neutralne) przez cały czas trwania II wojny światowej.
Pozostałe terytorium Rzeczypospolitej Polskiej na wschód od linii granicznej ustalonej na terytorium Polski w układzie pomiędzy III Rzeszą a ZSRR zostało w październiku 1939 anektowane przez ZSRR.
Obszar anektowany bezpośrednio przez Niemcy obejmował terytorium 94 000 km², zamieszkanych przez ok. 10 mln ludzi.
Na terenach anektowanych Rzesza utworzyła jednostki administracyjne (tzw. Reichgaue): Okręg Rzeszy Kraj Warty (Warthegau) i Okręg Rzeszy Gdańsk-Prusy Zachodnie, łącząc stanowisko administracyjne prezydenta prowincji z funkcją gauleitera NSDAP. Powstałe w ten sposób stanowiska namiestników Rzeszy (niem. Reichsstatthalter) objęli Arthur Greiser (Kraj Warty) i Albert Forster (Okręg Rzeszy Gdańsk-Prusy Zachodnie).
Ponadto rejony Ciechanowa (jako rejencja ciechanowska Regierungsbezirk Zichenau) i Suwałk (które włączono do rejencji gąbińskiej) zostały włączone do pruskiej prowincji Prusy Wschodnie (prezydent prowincji i gauleiter Erich Koch), zaś województwo śląskie, skrawki województw krakowskiego i kieleckiego (Zagłębie Dąbrowskie i Chrzanów) zostały początkowo wcielone do prowincji śląskiej i podzielone pomiędzy rejencję opolską i nowo utworzoną rejencję katowicką (prezydent prowincji i gauleiter Josef Wagner, następnie Fritz Bracht). W 1941 prowincja śląska została podzielona, a z rejencji opolskiej i katowickiej utworzono prowincję górnośląską ze stolicą w Katowicach.

## Represje III Rzeszy wobec obywateli RP na terenach anektowanych
Polaków traktowano jako tzw. podludzi (niem. Untermensch), przymusowo wysiedlano, odbierano lepsze mieszkania, drastycznie ograniczano możliwości wykonywania i zdobywania zawodu. Celem systemu okupacyjnego było sterroryzowanie, wyniszczenie psychiczne oraz fizyczne, np. w Kraju Warty zarządzeniami wydawanymi poprzez administrację niemiecką zobowiązano Polaków do kłaniania się Niemcom, na listach adresowanych do Polaków nie wolno było używać określenia „Pan”, Polacy nie mogli posiadać samochodów, motocykli, a w wyjątkowych wypadkach zezwalano na używanie odpowiednio oznaczonych rowerów. Odebrano także wszystkie odbiorniki radiowe, nie zezwalano na posiadanie telefonów, gramofonów, ograniczono możliwości korzystania z poczty, poruszanie się po kraju możliwe było tylko ze specjalnymi przepustkami, zakazano także wstępu do parków, korzystania z boisk i urządzeń sportowych. Zamknięto polskie szkoły, a tylko nielicznym dzieciom umożliwiono naukę czytania i pisania oraz podstaw liczenia. Polskie życie teatralne, muzyczne oraz kultura praktycznie zamarły, co rekompensowano konspiracyjną działalnością kulturalną (np. teatry).

### Wysiedlenia
Z anektowanych przez Rzeszę terytoriów wysiedlono przymusowo zimą 1939/1940 ok. 860.000 Polaków wypędzając ich z bagażem osobistym na terytorium Generalnego Gubernatorstwa. Na ich miejscu osiedlono ok. 400.000 Niemców repatriowanych (zgodnie z układem z 28.09.1939 r.) ze wschodnich terytoriów Polski anektowanych przez ZSRR, a także z Litwy, Łotwy, Estonii i rumuńskiej Besarabii w związku z aneksją tych terenów przez ZSRR latem roku 1940.
Na terenach RP zaanektowanych przez III Rzeszę stworzono obywatelom polskim drastyczne warunki życia, charakterem przypominające zasady panujące w obozach karnych. Pierwszym obostrzeniem były, wynikające z polityki wyniszczania biologicznego, warunki egzystencji ograniczające przyrost naturalny, np. w Kraju Warty w 1941 na 100 mieszkańców przypadało 4,4 nowo zawartych małżeństw polskich i 8,1 niemieckich – w rok później, w 1942, odpowiednio 1,2 małżeństw polskich i 7,2 niemieckich. W Kraju Warty w 1942 przyrost naturalny dla ludności polskiej wynosił 4,3‰, a w 1943 – 3‰, natomiast dla ludności niemieckiej odpowiednio 17,1‰ oraz 15,2‰.

### Sądownictwo
Wprowadzone na ziemiach wcielonych do Rzeszy niemieckie prawo karne i system sądowniczy zostały wykorzystane przez okupanta jako narzędzie do prześladowań politycznych i narodowościowych. Stanowiły również istotny składnik polityki terroru i eksterminacji wobec obywateli polskich. Prawo niemieckie zostało wprowadzone równolegle z dekretem Adolfa Hitlera z 8 października 1939 (który wszedł w życie 26 października 1939) wcielającym ziemie polskie do Rzeszy. Dodatkowe obostrzenia zawierał dekret Heinricha Himmlera, jako „komisarza Rzeszy do spraw umocnienia niemieckości” (niem. Reichskommissar für die Festigung deutschen Volkstums, RKFDV) z 12 września 1940, w którym ludności polskiej nadano status „podopiecznych Rzeszy Niemieckiej o ograniczonych prawach tubylców”, faktycznie wprowadzający dyskryminację narodową. Sprawę potencjalnych wykroczeń przeciwko niemieckiej władzy okupacyjnej miały rozpatrywać tzw. sądy specjalne (niem. Sondergerichte) – określone w rozporządzeniu przygotowanym przez pełnomocnika do spraw administracji Rzeszy Wilhelma Fricka („rozporządzenie o zwalczaniu zamachów na terenach wschodnich” z 21 lutego 1940, któremu nie podlegali Niemcy i Volksdeutsche). Niemieckie prawo karne na wschodnich terenach wcielonych zostało wprowadzone kolejnym rozporządzeniem z dnia 6 czerwca 1940.
Rozporządzeniem z 4 grudnia 1941 Rada Ministrów Obrony Rzeszy wprowadziła sądy doraźne (niem. Standgerichte) oraz drakońskie specjalne prawo karne dla Polaków i Żydów (jako prawo wyjątkowe, „lex specialis”, w niemieckim kodeksie karnym), przewidujące karę śmierci, obozu karnego lub więzienia za „akty gwałtu” wobec Niemców, uszkadzanie mienia, wzywanie do nieposłuszeństwa, posiadanie broni lub niepoinformowanie o zamiarze popełnienia czynów wymienionych w rozporządzeniu itp.. Szerokie formułowanie stanów faktycznych i dowolna interpretacja niejasnych przepisów ustawy oznaczały możliwość powszechnego stosowania kary śmierci, np. skazanie na śmierć za zerwanie plakatu niemieckiego, uderzenie Niemca, próbę ucieczki (np. od niemieckiego pracodawcy), sabotaż, naruszenie dyscypliny itp. 31 stycznia 1942 wydano rozporządzenie uzupełniające do ustawy „o specjalnym prawie karnym dla Polaków i Żydów”, rozciągające jej moc na „przestępstwa” popełnione przed wejściem ustawy w życie – co było złamaniem jednej z podstawowych zasad stanowienia prawa: lex retro non agit (pol. „prawo nie działa wstecz”).

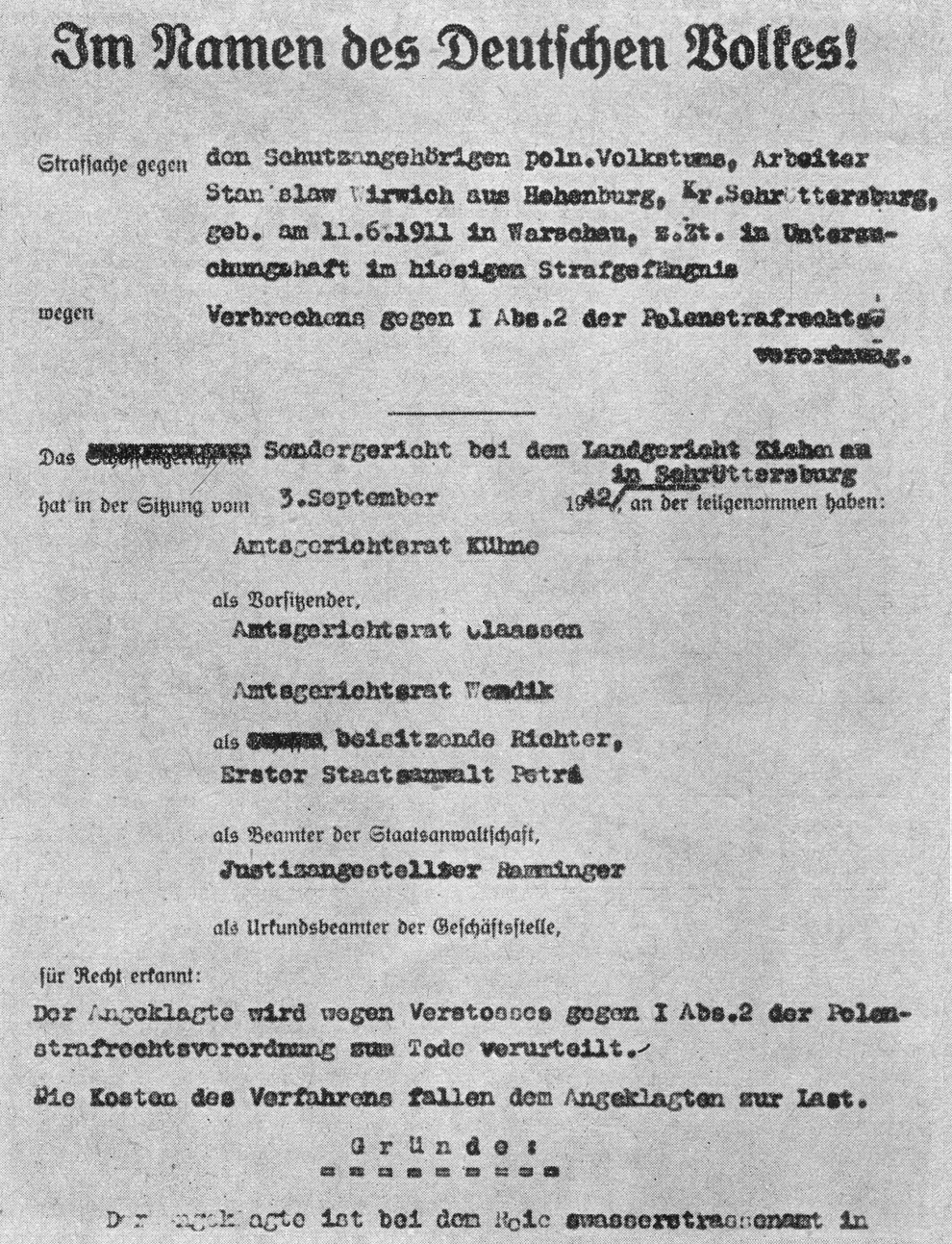
Wyrok niemieckiego sądu specjalnego z 1942 – kara śmierci dla Polaka, Stanisława Wyrwicha, za „akt gwałtu w stosunku do Niemca” (według par. 1 art. 2 ustawy z 4 XII 1941 o specjalnym prawie karnym dla Polaków i Żydów). Wyrok wydany: „W imieniu narodu niemieckiego” (nagłówek dokumentu)

System sądownictwa karnego systematycznie rozbudowywano i poszerzano jego kompetencje, w 1942 padła nawet propozycja przekazania całego sądownictwa wobec obywateli polskich w ręce Gestapo (pismo ministra sprawiedliwości Ottona Thieracka do Martna Bormanna z 13 października 1942). W liście Thierack opisuje charakter niemieckiego systemu sądowniczego i jego funkcji w zakresie polityki eksterminacyjnej na ziemiach wcielonych do Rzeszy:

W związku z planem uwolnienia niemieckiego organizmu narodowego od Polaków, Rosjan, Żydów i Cyganów i w związku z planem oswobodzenia terenów wschodnich, które powróciły do Rzeszy, dla celów niemieckiego osadnictwa, zamierzam sprawy karne przeciwko Polakom, Rosjanom, Żydom i Cyganom przekazać Reichsführerowi-SS. Wychodzę przy tym z założenia, że sądy tylko w małym zakresie mogą przyczynić się do wytępienia członków tych narodowości. Niewątpliwie sądy wydają obecnie bardzo surowe wyroki na takie osoby, ale to nie wystarcza, aby w sposób zasadniczy mogły przyczynić się do urzeczywistnienia wspomnianych wyżej planów

Terrorystyczny charakter specjalnego ustawodawstwa karnego na ziemiach wcielonych do Rzeszy, stosowanego wobec obywateli polskich, określały również liczby zapadających wyroków (na podstawie ustawy z 4 grudnia 1941 „o specjalnym prawie karnym...”) – w 1942 tzw. sądy specjalne osądziły 63 786 Polaków i Żydów (w tym 5169 młodocianych), z tego skazano 61 836, a uniewinniono jedynie 1816 osób. Spośród skazanych wobec 930 osób orzeczono karę śmierci i ją wykonano, wobec 201 osób zastosowano obostrzony obóz karny, obóz karny wobec 43 118 osób, a karę grzywny w 16 939 przypadkach.

### Polityka narodowościowa
Władze administracyjne Niemiec wbrew postanowieniom IV Konwencji Haskiej zmuszały, w sposób zorganizowany od marca 1941 r., obywateli RP z terenów anektowanych przez III Rzeszę do podpisywania volkslisty (decydującym kryterium zakwalifikowania do umieszczenia na liście, oprócz udokumentowanego niemieckiego pochodzenia, były badania rasowe). Wpisanie na volkslistę, czyli faktyczne przyjęcie obywatelstwa III Rzeszy, odbywało się pod rygorem przymusowej deportacji do Generalnego Gubernatorstwa (jako rzekomych bezpaństwowców – według precedensu rugów pruskich), stosowano także aresztowania członków rodzin i wysłania do obozów koncentracyjnych (zgodnie z instrukcją Himmlera z 10 lutego 1942) i inne represje policyjne i administracyjne.
Rząd RP na uchodźstwie i władze Polskiego Państwa Podziemnego akceptowały przyjmowanie volkslisty na ziemiach anektowanych (przede wszystkim na Śląsku i Pomorzu) jako środka mającego uchronić ludność polską na tych terenach od przymusowego wysiedlenia do Generalnego Gubernatorstwa i innych represji policyjnych okupanta. W konsekwencji – w czasie okupacji niemieckiej volkslistę podpisało ok. 1 800 000 obywateli polskich, przeważnie z terenów Rzeczypospolitej anektowanych przez III Rzeszę.

## Represje ZSRR po 17 stycznia 1945 wobec obywateli RP na terenach anektowanych przez III Rzeszę
Po zakończeniu okupacji niemieckiej i przejęciu władzy na terenie zajętym przez Armię Czerwoną przez podporządkowany ZSRR Rząd Tymczasowy tysiące obywateli RP na Śląsku i Pomorzu, którzy przyjęli volkslistę zostało oskarżonych o świadomą kolaborację. W konsekwencji wielu Ślązaków (w tym działacze niepodległościowi Związku Polaków w Niemczech) trafiło do obozów w Łambinowicach i Jaworznie, a także zorganizowanym w Oświęcimiu przez WUBP obozie pracy przymusowej.
Kilkadziesiąt tysięcy górników – obywateli Polski z terenu województwa śląskiego  – zostało w kwietniu–maju 1945 aresztowanych przez NKWD po publicznym wezwaniu do zgłoszenia się do pracy w kopalniach i wywiezionych następnie do pracy przymusowej w kopalniach Donbasu. Do Polski wrócili po dziesięciu latach nieliczni.
Dramatyczna była sytuacja rodzin mieszanych lub o niesprecyzowanym statusie etnicznym. Mówiący po polsku Ślązacy, Mazurzy, Warmiacy i Kaszubi, w tym polscy działacze niepodległościowi (także działacze plebiscytowi z lat 1919–1921), zmuszani byli przez władze komunistyczne do opuszczenia swoich domów i wyjazdu do Niemiec.
Osoby zamieszkujące tereny Rzeczypospolitej Polskiej anektowane przez III Rzeszę, które przyjęły obywatelstwo niemieckie przez podpisanie volkslisty nabywały obywatelstwo polskie w drodze opcji narodowościowej ponownie w roku 1946. Proces ten odbywał się w ramach procedury weryfikacji narodowościowej. W procesie tym obywatele RP, którzy przyjęli obywatelstwo III Rzeszy i obywatele III Rzeszy z miejscem zamieszkania poza granicami II Rzeczypospolitej (Śląsk Opolski, Warmia, Mazury, Pomorze słupskie) musieli udokumentować narodowość polską, która była formalną postawą do przywrócenia lub otrzymania obywatelstwa polskiego. Ci Ślązacy, Kaszubi, Mazurzy, Słowińcy, Warmiacy – którzy procedury administracyjnej nie przeszli pozytywnie, byli wysiedlani do Niemiec jeszcze do roku 1947.

## Polacy w armii niemieckiej
W okresie do 1945 do Wehrmachtu wcielono blisko 100 tys. Polaków – obywateli RP, zmuszonych do przyjęcia volkslisty. Służyli oni głównie w siłach lądowych (Heer) oraz marynarce wojennej (Kriegsmarine). Kierowano ich głównie na front wschodni. Największe straty żołnierze ci ponieśli podczas operacji „Overlord” i walk na Przełęczy Dukielskiej.
Pomiędzy Polskimi Siłami Zbrojnymi na Zachodzie a armią brytyjską istniało nieformalne porozumienie, na mocy którego jeńcy wojenni deklarujący narodowość polską i gotowość służby w Wojsku Polskim byli przekazywani przez Brytyjczyków żandarmerii polskiej i po filtracji wcielani do oddziałów 2 Korpusu pod dowództwem gen. Władysława Andersa i 1 Dywizji Pancernej pod dowództwem gen. Stanisława Maczka.